# Crepljani
Crepljani su naselje u općini Hadžići, Federacija BiH, BiH.

## Stanovništvo
Nacionalni sastav stanovništva 1991. godine, bio je sljedeći:
ukupno: 26
- Srbi - 26 (100%)